# Смит, Чес
Чес Смит (англ. Ches Smith) — американский музыкант, играющий на ударных музыкальных инструментах, перкуссии и вибрафоне. Автор и исполнитель, выступающий сольно и в составе экспериментальных рок-групп, участник различных джазовых ансамблей. Выступал вместе с Марком Рибо, Mr. Bungle, Фредом Фритом и другими исполнителями. В 2006 году записал сольный альбом «Congs For Brums».
В июне 2009 года Чес Смит участвовал в записи альбома «Разинримилев» совместно с Леонидом Фёдоровым, Владимиром Волковым, Марком Рибо и Джоном Медески. Альбом был выпущен в 2010 году.